# Gajłoże
Gajłoże (lit. Geložė) − wieś na Litwie, w gminie rejonowej Soleczniki, 3 km na wschód od Jaszunów, zamieszkana przez 5 ludzi. Przed II wojną światową w Polsce, w powiecie wileńsko-trockim województwa wileńskiego.